# Warrige beemdgrasgalmug
De warrige beemdgrasgalmug (Mayetiola radicifica) is een muggensoort uit de familie van de galmuggen (Cecidomyiidae). De wetenschappelijke naam van de soort is voor het eerst geldig gepubliceerd in 1895 door Rübsaamen.